# Sutherland (Nebraska)
Pour les articles homonymes, voir Sutherland.
Sutherland est un village du comté de Lincoln, dans l'État du Nebraska, aux États-Unis. En 2020, il comptait une population de 1 313 habitants.